# Léon Louis
Léon Louis, né le 14 août 1847 à Épinal et mort le 2 mars 1913 à Ville-sur-Illon, est un administrateur du bureau de la préfecture du département des Vosges, chef de division en 1887, collecteur de statistiques, historien et éditeur spinalien et français.

## Biographie
Marie Léon Louis vit le jour à 7 h du soir 10 rue de la Paix à Épinal au domicile de Marie Catherine Etienne et de François Louis, âgés de 39 ans. Son père François Louis est tisserand et son oncle paternel, Pierre Louis, âgé de 34 ans, est cordonnier. La naissance de l'enfant n'est déclaré à l'hôtel de ville que le matin du 15 août 1847.
Léon Louis, après des études scolaires qui l'éloigne du milieu artisanal, entame une carrière administrative à la Préfecture des Vosges. Il s'y occupe intensément de la statistique départementale et poursuit l'édition de l'Annuaire des Vosges, s'inscrivant dans la lignée de Charles Charton, toujours sous la haute autorité du préfet. Cette tâche éditoriale, sous les auspices du conseil général, n'est possible qu'avec le soutien de la société d'émulation des Vosges, dont il est proche d'un grand nombre de membres éminents. 
Il parvient au poste de chef de division dans les années 1880. 
Après 1881, Léon Louis, honoré des palmes académiques, est président de la confraternité du personnel de la préfecture et des sous-préfecture (des Vosges). En 1887, le chef de division est aussi secrétaire du conseil général et de la commission départementale. Il rédige avec une grande autorité le chapitre "Services publics, Voies de communication, Statistiques diverses" en prenant soin de définir de manière inclusive dans son titre les services publics par l'Armée, l'assistance, les finances... (etc.).
En fin de carrière, Léon Louis devient inspecteur de l'Assistance publique des Vosges.
Le discret retraité de l'administration, Léon Louis, qui réside souvent en fin de vie à Ville-sur-Illon ou dans ses environs dans une résidence secondaire, épouse Marie-louise Cailleret le 17 octobre 1912 à Epinal.

## Travaux d'édition
Léon Louis fait paraître l'annuaire administratif, judiciaire, commercial, statistique et agricole du département des Vosges de 1871 à 1880. Il publie le onzième numéro en 1881, qu'il nomme Annuaire général pour toute la France et les Vosges, de plus de CXI-255 pages. L'Annuaire général des Vosges prend la suite, toujours chez l'Imprimerie Busy, correspondant à la 12e année (1882) jusqu'à la 21e année (1891).
En 1887, il est aussi éditeur de nombreux plans de villes vosgiennes anciens (Epinal en 1626 ou 1789, Bruyères en 1877) ou récents (Epinal, Mirecourt, Neufchâteau, Rambervillers, Saint-Dié, Remiremont). Il les insère dans le tome VI et VII de l'opus "Département des Vosges".
En 1892, il poursuit l'édition de l' Annuaire général des Vosges, jusqu'en 1903. À partir de 1904, Léon Louis est qualifié de fondateur et de directeur-propriétaire de la revue, puisque la direction de la publication échoit à Charles Parvé.